# Frankrijk op het Eurovisiesongfestival 1981
Frankrijk deed in 1981 voor de vijfentwintigste keer mee aan het Eurovisiesongfestival. In de Ierse stad Dublin werd het land op 4 april vertegenwoordigd door Jean Gabilou met het lied "Humanahum". Ze eindigden met 125 punten op de derde plaats.

## Nationale voorselectie
Zender TF1 een nationale finale. De winnaars werden gekozen door televoting.
| Volgorde | Artiest        | Lied                      | Punten | Plaats |
| -------- | -------------- | ------------------------- | ------ | ------ |
| 1        | Amour          | Un homme s'était levé     | 116    | 6de    |
| 2        | Evelyne Geller | Les yeux fermés           | 165    | 3de    |
| 3        | Jean Gabilou   | Humanahum                 | 273    | 1ste   |
| 4        | Frida Boccara  | Voilà comment je t'aime   | 159    | 4de    |
| 5        | Jeff Barnel    | De visage en visage       | 131    | 5de    |
| 6        | Jorge Rafael   | C'est un oiseau de papier | 242    | 2de    |

## In Dublin
In Den Haag moest Frankrijk optreden als 9de, net na Finland en voor Spanje. Op het einde van de puntentelling werd duidelijk dat Frankrijk de 3e plaats had gegrepen met 125 punten.

### Gekregen punten
Van Nederland ontving het 3 punten en van België drie. Men ontving ook 4 maal het maximum van de punten.

#### Finale
| 12 punten                                          | 10 punten                     | 8 punten      | 7 punten          | 6 punten              |
| -------------------------------------------------- | ----------------------------- | ------------- | ----------------- | --------------------- |
| - Duitsland - Luxemburg - Oostenrijk - Zwitserland | - Finland - Portugal - Zweden | - Griekenland | - Cyprus - Israël | - Nederland           |
| 5 punten                                           | 4 punten                      | 3 punten      | 2 punten          | 1 punt                |
| - Noorwegen                                        | - Ierland - Joegoslavië       | - België      | - Denemarken      | - Verenigd Koninkrijk |

### Punten gegeven door Frankrijk

#### Finale
Punten gegeven in de finale:
| 12 punten | Zweden              |
| 10 punten | Zwitserland         |
| 8 punten  | Duitsland           |
| 7 punten  | Verenigd Koninkrijk |
| 6 punten  | Ierland             |
| 5 punten  | Oostenrijk          |
| 4 punten  | Denemarken          |
| 3 punten  | Luxemburg           |
| 2 punten  | Nederland           |
| 1 punt    | Finland             |